# Grecia ai Giochi della XX Olimpiade
La Grecia partecipò ai Giochi della XX Olimpiade che si sono svolti a Monaco di Baviera dal 26 agosto all'11 settembre 1972, con una delegazione di 60 atleti impegnati in 9 discipline per un totale di 46 competizioni. Portabandiera fu Christos Papanikolaou, specialista del salto con l'asta, alla sua terza Olimpiade. Il bottino della squadra fu di due medaglie d'argento.

## Medaglie
| Medaglia | Nome                 | Sport              | Evento      |
| -------- | -------------------- | ------------------ | ----------- |
| Argento  | Petros Galaktopoulos | Lotta greco-romana | Pesi welter |
| Argento  | Ilias Khatzipavlis   | Vela               | Classe Finn |

## Risultati

### Pallanuoto
| Atleta | Classifica |                   |
| --- | --- | ----------------- |
| V · D · M Nazionale maschile greca di pallanuoto · Giochi olimpici - Monaco di Baviera 1972 Konstas • Theodorakopoulos • Voultsos • Iosifidis • Kougevetopoulos • Damaskos • T. Karalogos • I. Karalogos • Sarantos • Palios • Michalos · CT : | 13° |                   |
| Nazionale maschile greca di pallanuoto · Giochi olimpici - Monaco di Baviera 1972 | |                   |
| Konstas • Theodorakopoulos • Voultsos • Iosifidis • Kougevetopoulos • Damaskos • T. Karalogos • I. Karalogos • Sarantos • Palios • Michalos · CT:                                                                                              | Konstas • Theodorakopoulos • Voultsos • Iosifidis • Kougevetopoulos • Damaskos • T. Karalogos • I. Karalogos • Sarantos • Palios • Michalos · CT: | Grecia (bandiera) |